# 중국의 용
중국에서 용은 중국 신화 · 전승에서 볼 수 있는 상상의 생물을 의미며, 거북이, 물고기 등 다양한 모습을 하고 있지만, 일반적으로 네발의 뱀을 닮은 모습으로 그려진다.
중국에서 용은 전통적으로 물, 강우, 태풍, 홍수를 제어하는 강력한 힘을 상징한다. 또한 행운의 상징이기도 하다.
중국인들은 민족적 정체성의 표시로 용의 후손(중국어 간체자: 龙的传人, 정체자: 龍的傳人)이라고 표현하기도 한다.

## 같이 보기
- 한국의 용
- 일본의 용
- 양쯔강악어
- 龍
- 드룩